# Quo vadiz?
Quo vadiz? è stato un varietà televisivo italiano andato in onda il venerdì in prima serata su Rete 4 dal 19 ottobre 1984 all'11 gennaio 1985. Il programma è stato ideato dai registi Gabriele Salvatores e Maurizio Nichetti, anche conduttore e regista della trasmissione, motivo per il quale il varietà ebbe una spiccata ispirazione cinematografica.
La produzione, primo varietà-colossal delle televisioni private, si avvalse di un ricco cast di attori partecipanti, scenografia e investimento economico per ciascuna puntata dello show (300 milioni di lire a puntata).

## La trasmissione
Il varietà fu trasmesso da Rete 4 in seguito all'acquisizione dell'emittente da parte di Silvio Berlusconi, che partecipò all'ideazione della trasmissione insieme a Nichetti, Guido Manuli, Gabriele Salvatores e Gianluca Massiotta. Si basava su una comicità surreale e sul parallelismo tra l'antico e il moderno. Il programma era realizzato all'interno di una scenografia da film kolossal ambientato nell'antica Roma (da qui la storpiatura del titolo rispetto alla locuzione latina "quo vadis?"), all'interno del quale si alternava un nutritissimo cast di attori comici. Lo show era ispirato al film Hellzapoppin' di Henry C. Potter, del 1941.
Maurizio Nichetti, oltre alla conduzione, curava anche la regia della trasmissione che infatti riprendeva lo schema delle sue produzioni, poco parlate e molto movimentate. Facevano parte del cast anche Sydne Rome e Don Lurio, che si esibivano in numeri di danza, mentre tra i numerosi attori comici si distinsero Angela Finocchiaro, Luca Barbareschi, Piero Chiambretti, Enzo Avitabile, Lello Arena, Gino Negri e Felice Andreasi, pur non presenti in tutte le tredici puntate. La trasmissione era ambientata in uno studio a tema sull'antica Roma.
Nelle due ore di trasmissione venivano proposti sketch ricorrenti, come "Nichetti in Regia", in cui Nichetti veniva chiamato in regia dallo studio e si trovava in situazioni assurde nei corridoi degli studi televisivi e nell'ascensore, oppure alcuni quiz come "Una ciste per Catullo, il quiz dell'Impero Romano" condotto da I Gatti di Vicolo Miracoli (orfani di Jerry Calà), una parodia della nota serie televisiva Dallas, il "toto-torta" condotto da Nichetti nel quale il pubblico scommetteva su quante torte in faccia avrebbe preso un personaggio o degli originali intermezzi.      realizzati con la tecnica dei cartoni animati.
Altro aspetto originale della trasmissione il fatto che nell'ultima puntata furono mostrati gli spezzoni degli errori avvenuti durante le registrazioni.
Sigla di testa del programma era il brano musicale Quo Vadiz? interpretato dal gruppo dei Gladiators, mentre quella di coda era interpretata da Sydne Rome e intitolata Io amo l'amore e l'amore ama me.

### Collocazione in palinsesto
Collocata nella prima serata del venerdì di Rete 4 nei mesi appena successivi all'acquisto della rete da parte del gruppo Fininvest guidato da Silvio Berlusconi, la trasmissione ottenne un ottimo gradimento da parte del pubblico, venendo riproposta subito dopo il termine della sua prima e unica edizione e anche a distanza di anni, sull'emittente satellitare Happy Channel.

### Cast
Il cast del varietà era particolarmente nutrito per una produzione di una rete privata dei primi anni ottanta, ed era composto da un nutrito gruppo di attori comici come Felice Andreasi, Angela Finocchiaro, I Gatti di Vicolo Miracoli, Paola Ascenso, Tina Bonavita, Rosanna Celestino, Fabrizio Fontana, Claudio Intropido, Walter Intropido, Luigi Molteni, Gino Negri, Artur Robin, Luigi Rosatelli, Orlando Salvi, Maurizio Soldà, Hubert Stergacic, Doris Von Thury, Carlina Torta e Marco Zannoni.
Nutrito anche il cast dei primi ballerini, guidati dalle coreografie di Don Lurio, anche protagonista di alcuni momenti dello spettacolo, tra cui un'esibizione durante la quale, dopo aver ballato insieme ad una sedia, è volato via dallo studio cavalcandola come fosse un tappeto volante. I primi ballerini erano Scott Austin, Elena Brera, Joan Hunter, Liz McLellan e Richard Pierlon, spesso affiancati dall'attrice Sydne Rome che, interpretava anche la sigla del programma Io amo l'amore .
Le musiche della trasmissione erano curate da Mauro Pagani e Massimo Spinosa. I costumi di Maria Pia Angelini.